# Dillenia serrata
Dillenia serrata är en tvåhjärtbladig växtart som beskrevs av Carl Peter Thunberg. Dillenia serrata ingår i släktet Dillenia och familjen Dilleniaceae. Inga underarter finns listade i Catalogue of Life.